# Kotomi Takahata
Kotomi Takahata (jap. 高畑 琴美, Takahata Kotomi; * 17. November 1989 in Hamamatsu) ist eine ehemalige japanische Tennisspielerin.

## Karriere
Takahata, die mit zwölf Jahren mit dem Tennissport begann, gewann bereits einen Einzel- und 26 Doppeltitel bei Turnieren auf dem ITF Women’s Circuit. Der bislang größte Erfolg gelang ihr beim OEC Taipei WTA Challenger 2015 in Taipeh, einem Turnier der WTA Challenger Series, als sie dort an der Seite von Kanae Hisami den Doppelwettbewerb gewann. Bei einem ITF-Turnier konnte sie bereits früher im Jahr zusammen mit Miyu Katō das Halbfinale erreichen.
Ende Oktober des Jahres 2016 stand die Doppelspezialistin auf Platz 108 der Doppelweltrangliste.

## Turniersiege

### Einzel
| Nr. | Datum             | Turnier | Kategorie   | Belag   | Finalgegnerin | Ergebnis |
| --- | ----------------- | ------- | ----------- | ------- | ------------- | -------- |
| 1   | 22. November 2009 | Hyōgo   | ITF $10.000 | Teppich | Kazusa Itō    | 6:2, 6:3 |

### Doppel
| Nr. | Datum              | Turnier          | Kategorie      | Belag           | Partnerin          | Finalgegnerinnen                        | Ergebnis          |
| --- | ------------------ | ---------------- | -------------- | --------------- | ------------------ | --------------------------------------- | ----------------- |
| 1.  | 20. September 2009 | Kyoto            | ITF $10.000    | Teppich (Halle) | Yuka Higashi       | Kazusa Ito Yuka Mori                    | 3:6, 6:2, [10:6]  |
| 2.  | 22. November 2009  | Hyōgo            | ITF $10.000    | Teppich         | Yoshimi Kawasaki   | Maya Kato Natsumi Yokota                | 6:2, 6:2          |
| 3.  | 9. Mai 2010        | Fukuoka          | ITF $50.000    | Rasen           | Misaki Doi         | Marina Eraković Alexandra Panowa        | 6:4, 6:4          |
| 4.  | August 2010        | Niigata          | ITF $10.000    | Teppich         | Akari Inoue        | Ayumi Oka Miki Miyamura                 | 6:1, 6:4          |
| 5.  | 29. August 2010    | Saitama          | ITF $10.000    | Hartplatz       | Akari Inoue        | Kumiko Iijima Akiko Yonemura            | 6:3, 6:3          |
| 6.  | Juni 2011          | Pattaya          | ITF $10.000    | Hartplatz       | Emi Mutaguchi      | Zhao Yijing Liang Chen                  | 4:6, 7:5, [10:5]  |
| 7.  | 23. Oktober 2011   | Makinohara       | ITF $25.000    | Teppich         | Shuko Aoyama       | Junri Namigata Akiko Yonemura           | 6:2, 7:5          |
| 8.  | 12. Februar 2012   | Launceston       | ITF $25.000    | Hartplatz       | Shuko Aoyama       | Hsieh Shu-ying Zheng Saisai             | 6:4, 6:4          |
| 9.  | 23. März 2012      | Kōfu             | ITF $10.000    | Hartplatz       | Ayumi Oka          | Eri Hozumi Remi Tezuka                  | 6:4, 5:7, [10:3]  |
| 10. | 29. März 2014      | Antalya          | ITF $10.000    | Hartplatz       | Susanne Celik      | Barbora Krejčíková İpek Soylu           | 6:4, 6:3          |
| 11. | 12. April 2014     | Antalya          | ITF $10.000    | Hartplatz       | Cemre Anıl         | Yuliya Kalabina Mayya Katsidadze        | 2:6, 7:65, [10:6] |
| 12. | 19. April 2014     | Antalya          | ITF $10.000    | Hartplatz       | Tina Tehrani       | Zhang Ying Zheng Wushuang               | 6:1, 6:3          |
| 13. | 27. Juni 2014      | Bangkok          | ITF $10.000    | Hartplatz       | Yumi Miyazaki      | Lee Pei-chi Nungnadda Wannasuk          | 6:3, 6:1          |
| 14. | 6. September 2014  | Antalya          | ITF $10.000    | Hartplatz       | Akiko Ōmae         | Yumi Nakano Eden Silva                  | 7:5, 6:2          |
| 15. | 13. September 2014 | Antalya          | ITF $10.000    | Hartplatz       | Akiko Ōmae         | Varunya Wongteanchai Nungnadda Wannasuk | 6:4, 6:2          |
| 16. | 20. September 2014 | Antalya          | ITF $10.000    | Hartplatz       | Yumi Nakano        | Agnė Čepelytė Justina Mikulskytė        | 6:1, 7:5          |
| 17. | 7. Juni 2015       | Ariake           | ITF $10.000    | Hartplatz       | Kanae Hisami       | Yuki Kristina Chiang Nozomi Fujioka     | 6:4, 6:4          |
| 18. | 20. Juni 2015      | Incheon          | ITF $25.000    | Hartplatz       | Miyu Katō          | Choi Ji-hee Kim Na-ri                   | 4:6, 6:3, [10:7]  |
| 19. | 17. Oktober 2015   | Makinohara       | ITF $25.000    | Rasen           | Kanae Hisami       | Yukina Saigō Ena Shibahara              | 6:4, 6:1          |
| 20. | 21. November 2015  | Taipeh           | WTA Challenger | Teppich (Halle) | Kanae Hisami       | Marina Melnikowa Elise Mertens          | 6:1, 6:2          |
| 21. | 28. Mai 2016       | Karuizawa        | ITF $25.000    | Rasen           | Rika Fujiwara      | Mana Ayukawa Yūki Tanaka                | 6:1, 6:4          |
| 22. | 11. Juni 2016      | Tokio            | ITF $25.000    | Hartplatz       | Kanae Hisami       | Lizette Cabrera Miharu Imanishi         | 6:1, 6:4          |
| 22. | 11. September 2016 | Dalian           | WTA Challenger | Hartplatz       | Lee Ya-hsuan       | Nicha Lertpitaksinchai Jessy Rompies    | 6:2, 6:1          |
| 24. | 1. Oktober 2016    | Iizuka           | ITF $25.000    | Hartplatz       | Kanae Hisami       | Miharu Imanishi Akiko Omae              | 6:2, 3:6, [10:4]  |
| 25. | 25. März 2017      | Nishitama        | ITF $15.000    | Hartplatz       | Momoko Kobori      | Shiho Akita Erika Sema                  | 6:1, 6:2          |
| 26. | 14. Mai 2017       | Fukuoka          | ITF $60.000    | Teppich         | Junri Namigata     | Erina Hayashi Robu Kajitani             | 6:0, 6:73, [10:7] |
| 27. | 16. Juni 2017      | Hódmezővásárhely | ITF $50.000    | Sand            | Prarthana Thombare | Ulrikke Eikeri Tereza Mrdeža            | 1:0, Aufgabe      |
| 28. | 14. Oktober 2017   | Makinohara       | ITF $25.000    | Teppich         | Miyabi Inoue       | Yukina Saigō Ayano Shimizu              | 6:3, 7:5          |